# تعقيد (معان)
التعقيد هو ألا يكون اللفظ ظاهر الدلالة على المعنى المراد، لخلل واقع
إما في النظم بألا يكون ترتيب الألفاظ على وفق ترتيب المعاني بسبب تقديم أو تأخير أو حذف أو إضمار أو غير ذلك مما يوجب صعوبة فهم المراد، وإما في الانتقال أي لا يكون ظاهر الدلالة على المراد لخلل في انتقال الذهن من المعنى الأول المفهوم بحسب اللغة إلى الثاني المقصود، بسبب إيراد اللوازم البعيدة المفتقرة إلى الوسائط الكثيرة، مع خفاء القرائن الدالة على المقصود، وكون الكلام مغلقا لا يظهر معناه بسهولة. وخلافه سهولة اللفظ.